# Eckart Sackmann

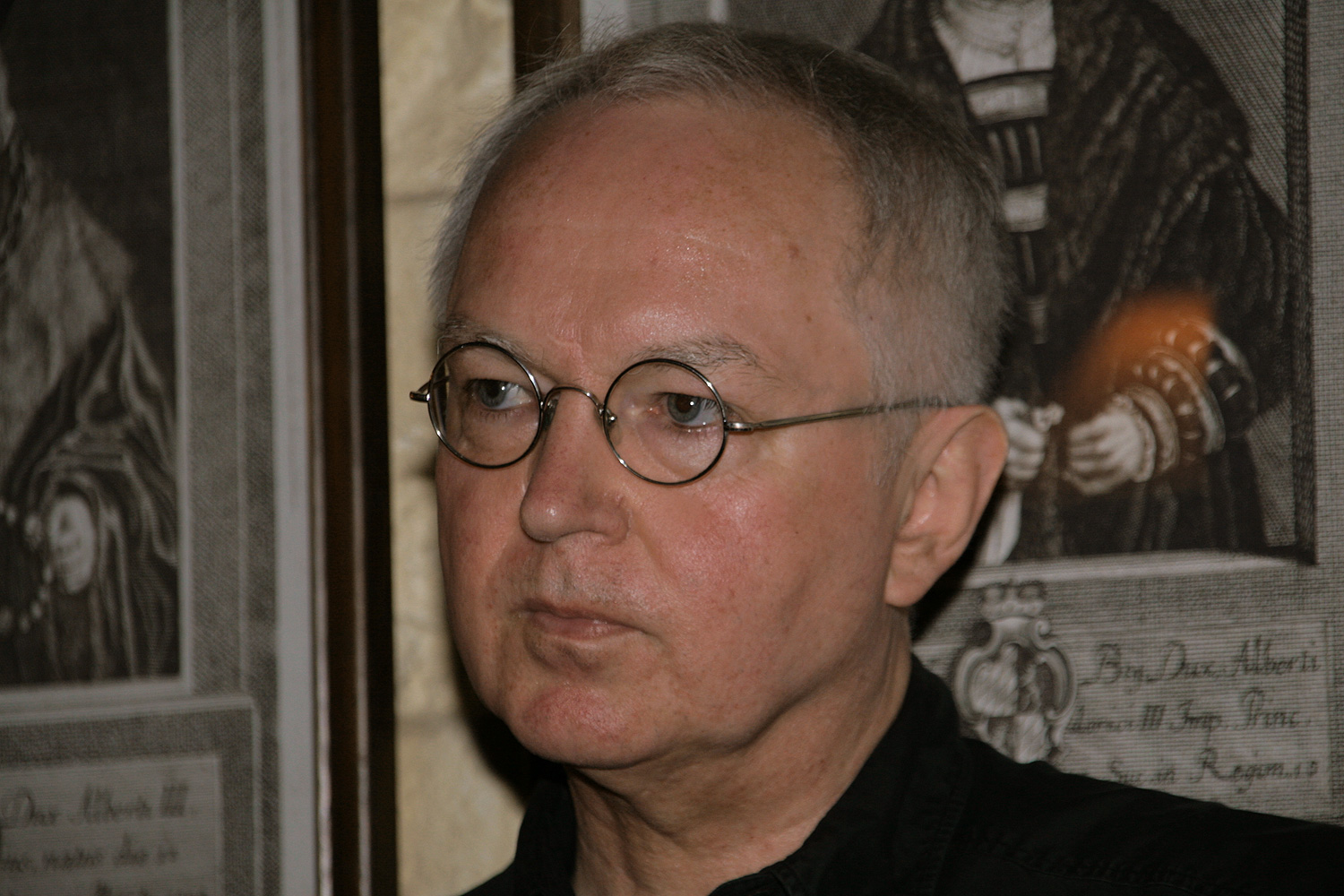
Eckart Sackmann im Jahr 2009

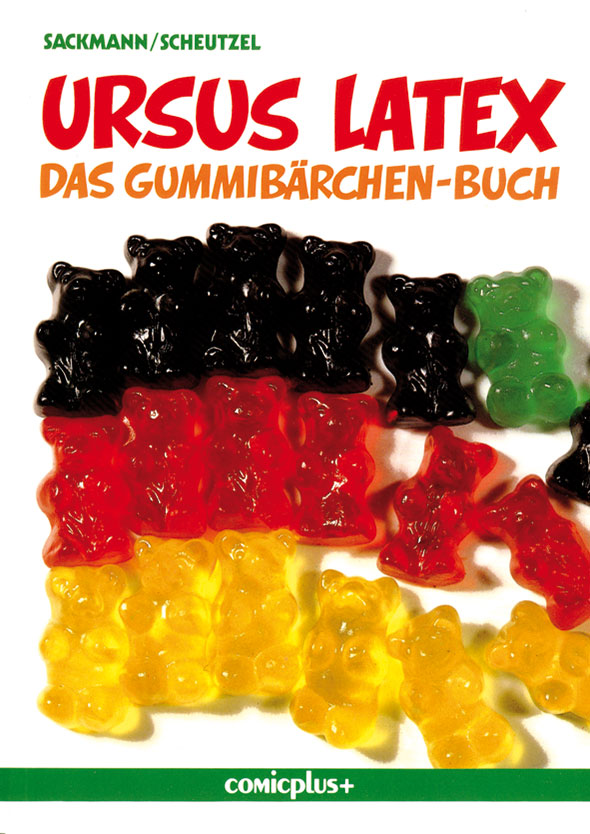
Ursus latex – Das Gummibärchen-Buch

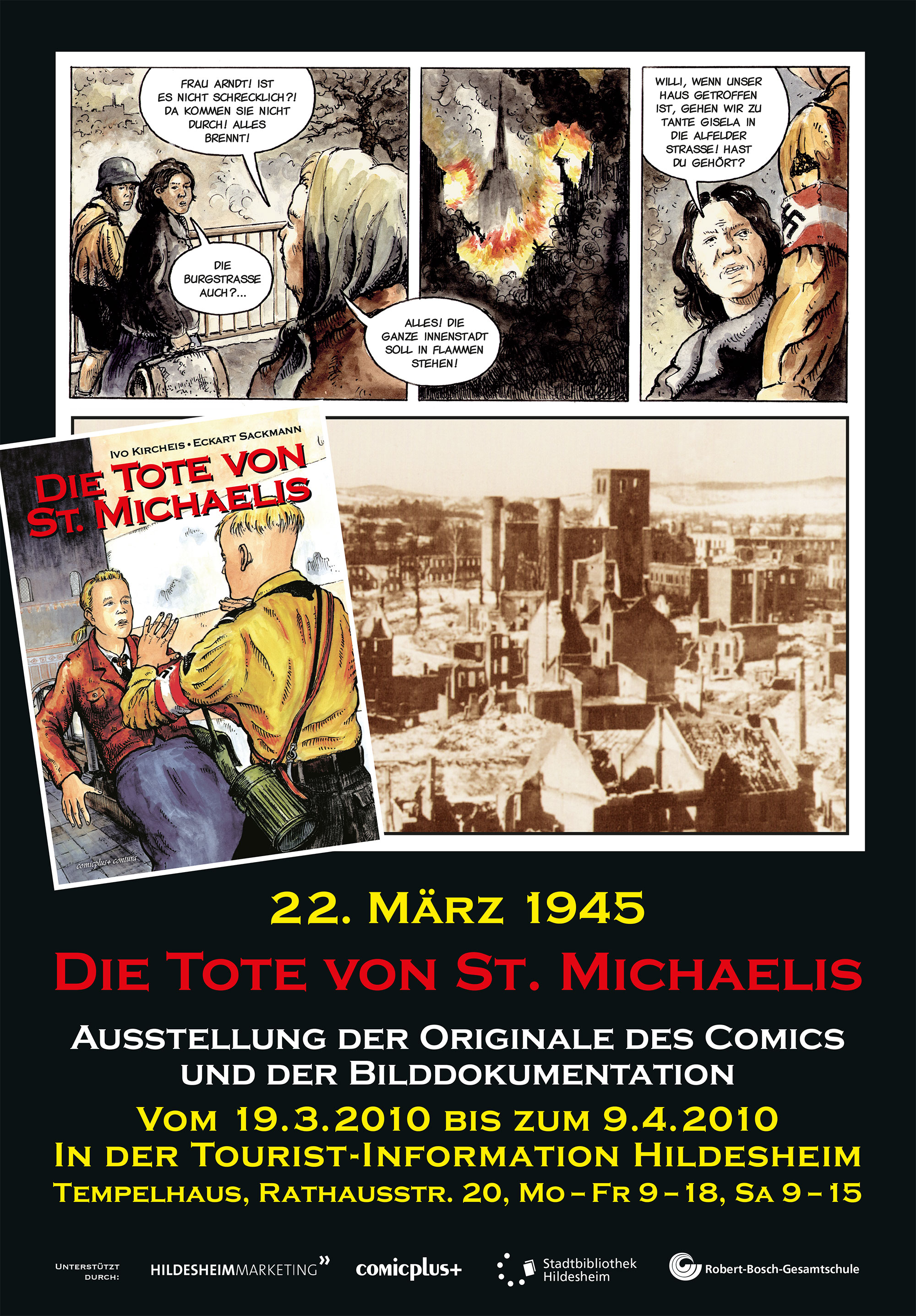
"Die Tote von St. Michaelis" – Plakat zur Ausstellung

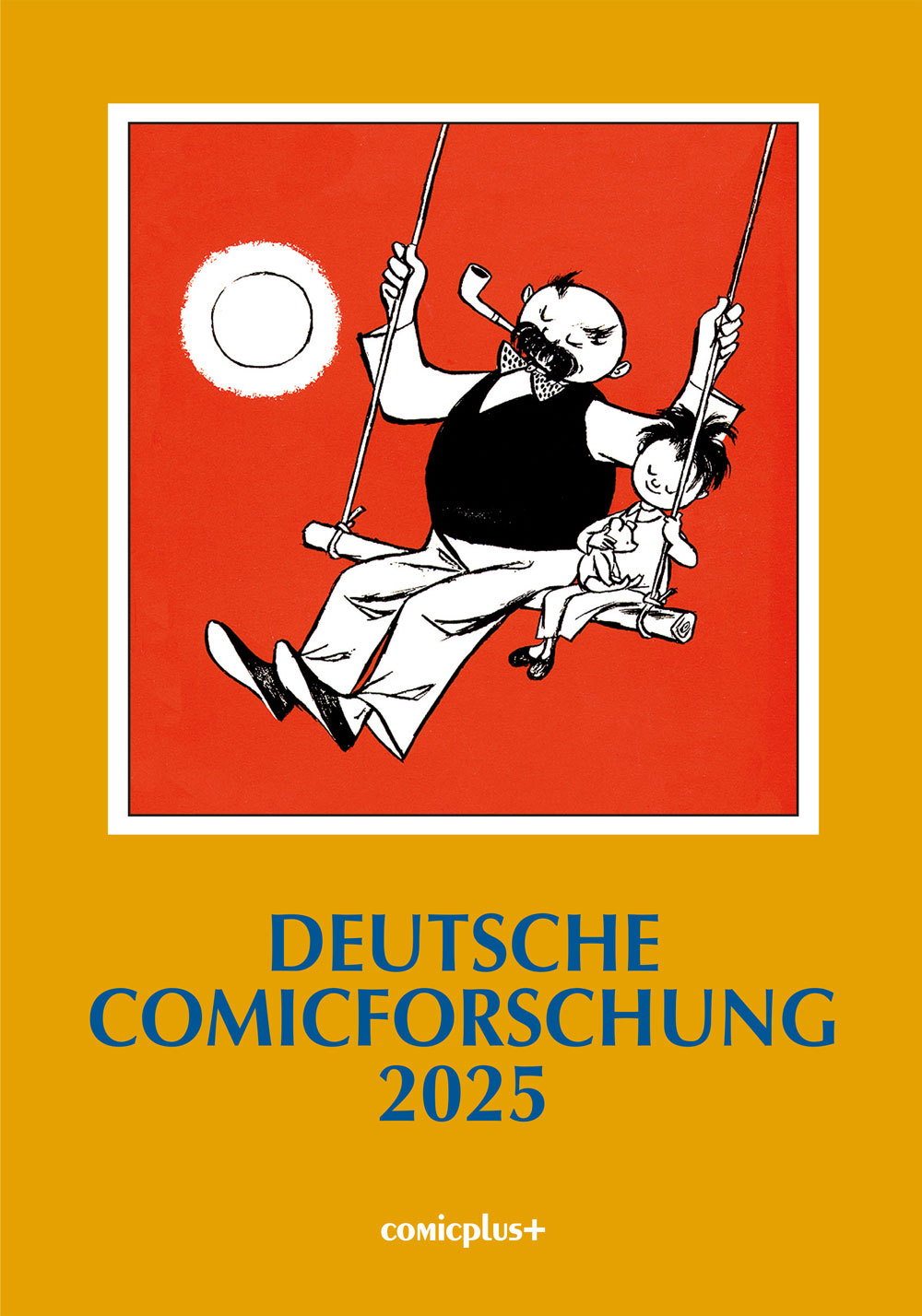
Deutsche Comicforschung 2025

Eckart Sackmann (* 2. Januar 1951 in Hannover) ist ein deutscher Comic-Verleger, Literaturhistoriker, Autor, Übersetzer und Ausstellungsmacher.

## Leben
Sackmann studierte Kunsterziehung, Anglistik und Germanistik in Hamburg, Aberdeen und Paris und schloss seine Studien mit Staatsexamen, Magister und Promotion ab.
Anfang der 1970er Jahre begann er sich verstärkt für Comics zu interessieren. Von 1980 bis 1981 war Sackmann Mitarbeiter der Comixene, von 1981 bis 1985 Mitherausgeber des Mecki-Fanmagazins Stachelkopf und von 1982 bis 1985 in verantwortlicher Position für Comics im Carlsen Verlag. 1985 gründete er gemeinsam mit Peter Hörndl den Verlag Sackmann und Hörndl (comicplus+). Er ist Herausgeber der Fachzeitschriften RRAAH! (1987 bis 2001), comics & mehr (2001–2005) und comics info (seit 2005) sowie Begründer der Comic-Infosites www.comic.de und www.comicforschung.de.
Sackmann ist Autor von diversen Artikeln in nationalen und internationalen Comic-Fachzeitschriften und in satire, Börsenblatt, BuchMarkt, Buchkultur und Die Zeit. Er hielt Vorträge über Comics im In- und Ausland und ist als Übersetzer aus dem Französischen, Italienischen und Englischen tätig.
Sackmann war 1981 Mitbegründer des Interessenverbands Comic (ICOM) sowie 2005 der Gesellschaft für Comicforschung. Er ist Herausgeber der Reihe Deutsche Comicforschung (seit 2004). Des Weiteren war er Initiator des Kritikerpreises Comic des Jahres (vergeben 1990 bis 2005) und der Talkrunde Comic Quartett. Sackmann ist bekennender Donaldist.
Sackmann saß von 2006 bis 2011 im Rat der Stadt Hildesheim. Von 2006 bis zu seinem Austritt im April 2010 war er Mitglied der Fraktion von Bündnis 90/Die Grünen. Die restliche Zeit nahm er als fraktionsloser Abgeordneter wahr. Eine Kandidatur für die Kommunalwahl 2011 für die Wählergruppierung DIE UNABHÄNGIGEN, der er im März 2011 beigetreten war, zog er im Sommer 2011 zurück.
Seit 2014 lebt Sackmann in Leipzig.

## Auszeichnungen
Für seine Arbeiten zur Comicforschung wurde er mehrfach ausgezeichnet. 1994 und 2000 gewann er den Max-und-Moritz-Preis beim Comic-Salon Erlangen. 2005 erhielt er den ICOM Independent Comic Preis, 2017 den PENG!-Preis des Comicfestivals München.

## Werke
- Mecki – Maskottchen und Mythos; Hamburg 1984
- Meisterwerke der Fantasy-Kunst; Berlin 1986
- Ursus latex. Das Gummibärchen-Buch; Hamburg 1990; gemeinsam mit Uwe Scheutzel
- Undercover. Comiczeichner gestalten Schallplattenhüllen; Hamburg 1992
- Mecki – Einer für alle; Hamburg 1994
- Kombiniere… Manfred Schmidt und Nick Knatterton; Hamburg 1998
- Die deutschsprachige Comic-Fachpresse: eine Bestandsaufnahme, Comicplus, Hamburg 2000, ISBN 3-89474-085-X (Dissertation Universität Hamburg 2000, 320 Seiten)
- Die Tote von St. Michaelis; Hildesheim 2004; gemeinsam mit Ivo Kircheis
- Die Comics mit dem großen Plus+; Hildesheim 2010
- Oh, Nick Knatterton; Hildesheim 2013
- Alles kommt, wie’s kommen muss; Leipzig 2020
- Vinyl! – Die Comic-Cover; Leipzig 2021
- (Hrsg.): Deutsche Comicforschung; comicplus+, Hildesheim 2004–2013, Leipzig 2014– (erscheint jährlich), ZDB-ID 2297283-3
- Deutsche Comicforschung 2005–2024 (Registerband); Leipzig 2023